# Prasinocyma fraterna
Prasinocyma fraterna là một loài bướm đêm trong họ Geometridae.